# Jakub Gembicki
Jakub Gembicki, łac. Gembicius, także Gębicki (ur. 1569 w Radziejowie, zm. 1633 w Dębnicy pod Gnieznem) – polski poeta, pisarz religijny, muzyk, duchowny i teolog reformowany, konsenior zboru dębnickiego.

## Życiorys

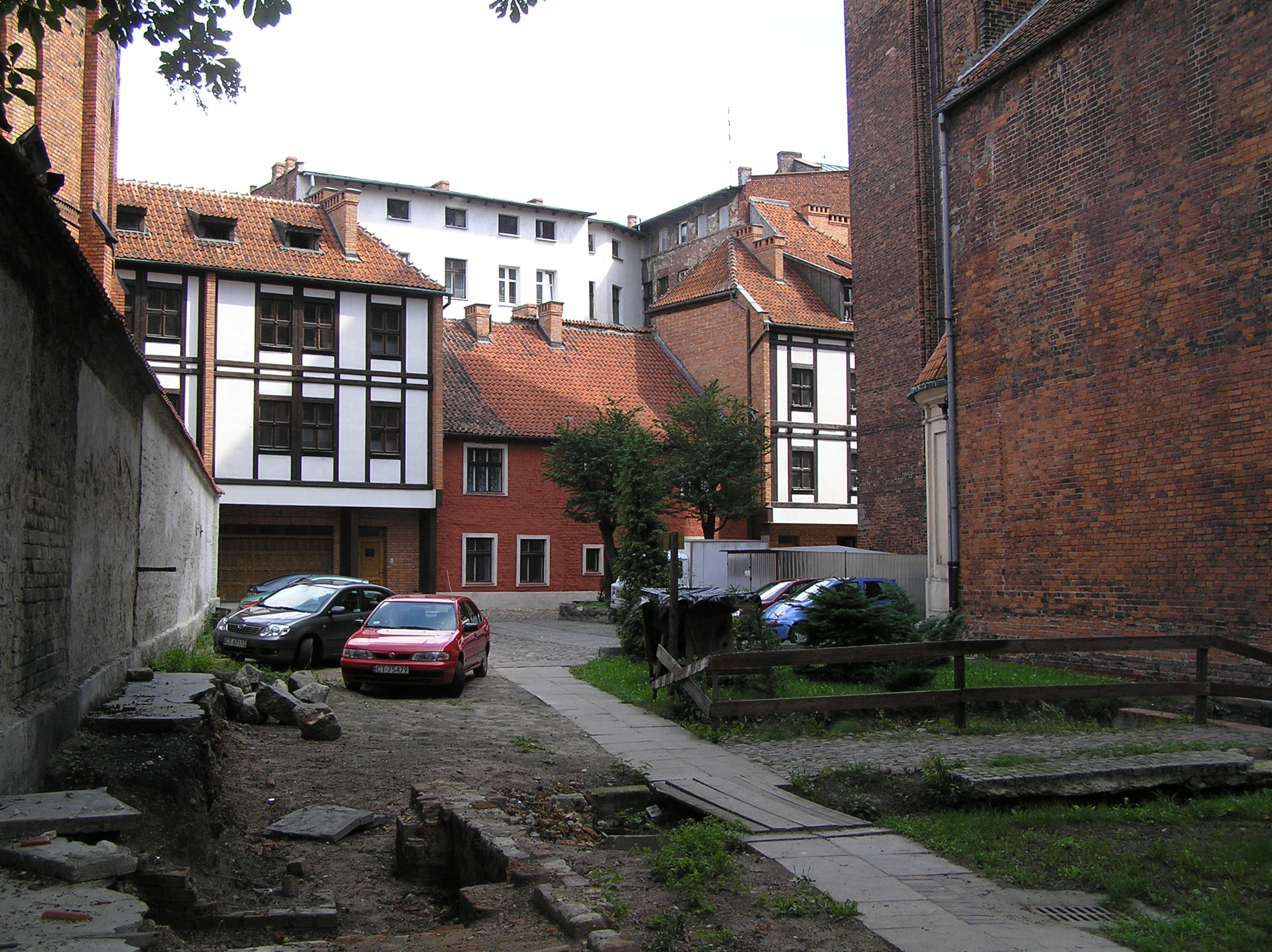
Pierwotna lokalizacja Gimnazjum Akademickiego w Toruniu, które ukończył Jakub Grembicki

Urodził się w 1569  w rodzinie mieszczańskiej w Radziejowie, które od 1549 r. było ważnym ośrodkiem innowierczych w Polsce dzięki zaangażowaniu Andrzeja Prażmowskiego, założyciela seminarium oraz kilkunastu kalwińskich kościołów i szkół.
Z Kujaw przeniósł się do Wielkopolski, gdzie w Dębnicy pod Gnieznem objął zbór 21 grudnia 1597 r. Jakub Gembicki w okolicy Dębnicy posiadał ograniczone możliwości działalności reformacyjnej ze względu na działalność katolickiego plebana, dr. Marcina z Kłecka. 
Gembicki jako Pastor Eccles. Dembnicensis mieszkał i prowadził posługę w tej miejscowości przez trzydzieści sześć lat. Pisarz cieszył się względami patrona zboru, hr. Mikołaja Latalskiego, który wspierał duchownego materialnie. Po śmierci dziedzica Dębnicy, Jakub Gembicki wystawił patronowi uroczyste nabożeństwo żałobne z udziałem Daniela Mikołajewskiego (1560-1633), który na cześć zmarłego drukiem ogłosił u Andrzeja Hünefelda w Gdańsku w 1633 r. dzieło: Sermon pogrzebny nad szlachetnym ciałem (…) Mikolaia Latalskiego (…) w kosciele dębnickim miany 23 dnia listopada roku 1632.
Przyjaźń Gembickiego z Mikołajewskim zaczęła się jeszcze przed 1607 r., gdy duchowny został uznany za konseniora, seniorem wybrano natomiast Daniela Mikołajewskiego, a Michała Hesperusa mianowano ministrem Jednoty. 8 września 1620 r. na synodzie w Ostrorogu Gembicki i Mikołajewski wspólnie postulowali m.in. połączenie się kościołów helweckich z braćmi czeskimi, co dopiero zostało zrealizowane po ich wystąpieniach na synodzie siedem lat później. Mikołajewski przyjaźń z Gembickim przypłacił własnym życiem, gdy będąc samemu chorym, odwiedził umierającego już przyjaciela w Dębnicy, gdzie zmarł 22 kwietnia 1633 r. 
Jakub Gembicki studiował w Niemczech oraz w Gimnazjum Akademickim w Toruniu w latach 1627-1628.
Poeta nawiązywał w swojej twórczości m.in. do rzymskiej poezji hymnicznej Prudencjusza oraz Jana Kochanowskiego. W 1619 r. u Andrzeja Hünefelda w Gdańsku wydał swoje najwybitniejsze dzieło poetyckie, 22 hymny do psalmodii Claude'a Goudimela (1514-1572), które są przekładami Biblii lub nawiązują do biblijnej tematyki.
Przekłady Jakuba Gembickiego z gdańskiej edycji Hymnów Starego i Nowego Testamentu w XIX w. porównywano z osiągnięciami translatorskimi Jana Kochanowskiego. W XX wieku Gembicki został niemalże całkowicie zapomniany.
Pisarz, znający hebrajski, łacinę oraz grekę był członkiem zespołu redaktorskiego Jana Turnowskiego, był zapewne twórcą lub tłumaczem pieśni z gdańskiego kancjonału (1619 r.), nanosił poprawki i korygował teksty poetyckie.
Zmarł w 1633 r. w ubóstwie zostawiając żonę z długami. Posiadał syna Jakuba Gembickiego juniora, pastora w Żychlinie, który także zajmował się literaturą, jednakże nigdy nie dorównał ojcu talentem. Żona pastora była Szkotką z rodu Malcolmus. Jej krewny, prezbiter Andreas Malcolmus, uczył w Berlinie języka polskiego słynnego wówczas chemika, Caspara Neumanna.
W ramach Stypendium Kulturalnego Miasta Gdańska Dawid Jung opublikował pracę Gdańskie hymny Jakuba Gembickiego, dzięki której po 395. latach nastąpiło wznowienie z gdańskiej edycji hymnów poety wraz z zapisem nutowym psalmodii.

## Recepcja twórczości Jakuba Gembickiego w XIX wieku
Franciszek Siarczyński (1758-1829):
- Przełożył, zebrał i wydał "Hymny starego i nowego przymierzą rythmern polskim na melodye psalmów", w Gdańsku r 1619.  Przyjemna i poważna prostota, mowa czysta, obrazy tchnące życiem, tak szczęśliwie poezji hebrajskiej w kształt polski są przelane, że Gembicki między lepszych poetów polskich policzonym być zasłużył[2].

Michał Hieronim Juszyński (1760-1830):
- Wiele hymnów przełożył i bardzo szczęśliwie. Czytając je jeżeli wielką się być zdaje poezja żydowska, nierównie mocniej uczuć ją można w tak doskonałym wykładzie. Jak mocno rozrzewnia, opiewając wszystkie nieszczęścia ludu izraelskiego, w niewoli Faraona, a wystawiając ich wodza Mojżesza nie tylko wspaniale, ale tkliwie proszącego Boga o pomoc! (Deutor. XXXII). Jak umiejętnie trafia w ton Debory, śpiewającej po zwycięstwie nad Zizarą! Myśli nie są jego, ale sposób doskonałego ich wykładu zawsze przedziwny, czyli śpiewa hymn Dawida, który oddany żalom, jękiem i łzami przerywaną pieśń nuci po porażce wojsk Izraelskich, a smutną stratę Saula i Jonathana późnym pokoleniom Izraelskim opłakiwać każe; (II. Samuel I.) czyli wystawia Ezechiasza króla, który po przepowiedzianej sobie godzinie śmierci, rozsądnie uważając nikczemności życia, cieszy się z końca nieszczęść a początku błogosławieństwa, które mu poczciwość jego a miłosierdzie Boga zaręcza; i nawet odważnie wzywając śmierci, mówi do Boga (…). Czyli smutną modlitwę Jeremiasza, płaczącego nad niewolą asyryjską (Tren V.), czyli śliczny głos Habakuka przed zebraniem ludu Bożego do Babilonu wystawia; wszędzie piękność umie z mocą połączyć, jak np. w hymnie Izajasza proroka, cieszącym żydów w niewoli[3].

Julian Bartoszewicz (1821-1870):
- Nie tylko katolicy, ale wszyscy w ogóle dysydenci z radością przyjęli i pieśni jego  [Jana Kochanowskiego - przyp.] śpiewali po zborach, co do dziś dnia przetrwało. (…) Było wielu innych poetów co składali pobożne pieśni, Krzysztof Kraiński, Stanisław Sudrowski. Wyżej nad innych wzniósł się Jakub Gębicki i Maciej Rybiński (…). Jakub Gębicki zaś był również ministrem helweckim w Dębnicy pod Kaliszem. Uczony, niezmiernie pracowity, dnie i nocy trawił na czytaniu ksiąg i pisaniu dzieł polemiczno-religijnych. Układał „hymny starego i nowego testamentu”. Gębicki, który z łacińska Gębicjuszem się nazywał, w istocie posiadał dosyć siły i potęgi słowa[4].

Marian Karol Dubiecki (1838-1926):
- Jakub Gębicki (1569-1633) odznaczał się nie tylko dość obszerną wiedzą i wytrwałą pracą, ale siłą poetycznego natchnienia. Kochanowski był bez wątpienia dla niego, jak i dla innych ówczesnych pieśniarzy, wzorem, którego chciano doścignąć; Gębicki bardziej od innych zbliżał się do tego wzoru, lecz umiał być przy tem oryginalny, umiał z własnej myśli snuć barwne obrazy, umiał czytelnika rozrzewniać, z głębi duszy wywoływać uczucia prawdziwego wzruszenia. Oprócz pieśni i hymnów religijnych, zostawił on prace polemiczne prozą[5].